# حوضه ماکاروف

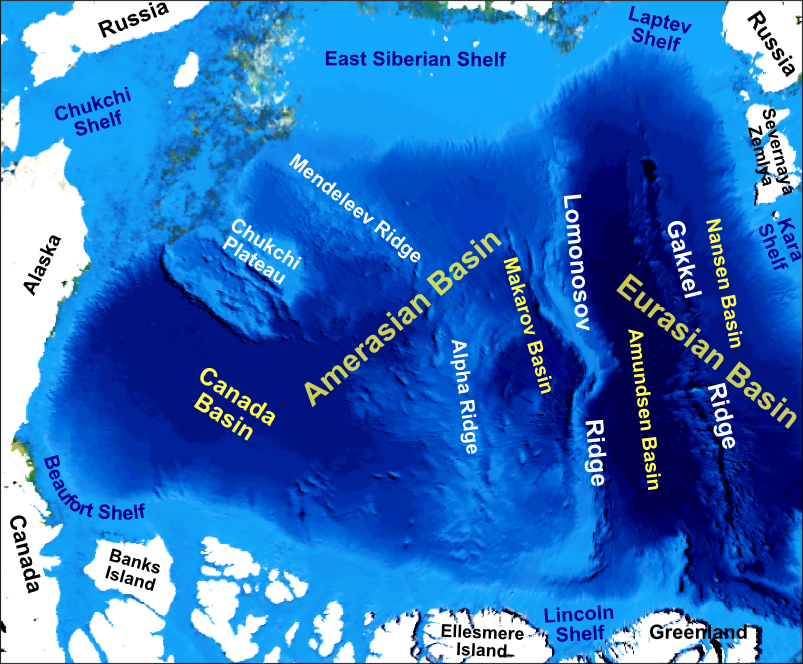
ژرفاسنجی عوارض و پدیده‌های اصلی در اقیانوس شمالگان

حوضه ماکاروف (انگلیسی: Makarov Basin) یک حوضه اقیانوسی در اقیانوس شمالگان است که بخشی از حوضه آمراسیا به شمار می‌رود. این حوضه میان پشته آلفا و پشته لومونسف قرار گرفته است.